# Thomas Lorck
Thomas Lorck (død 21. juni 1634 i København) var handelsmand og rådmand i København.
Han var sandsynligvis født i Flensborg og oplært i handelen hos Mikkel Vibe i København, hvis svigersøn han siden blev. Thomas Lorck er søn af flensborgeren Balthasar Lorck (død 1589), som var bror til den danske renæssancekunstner Melchior Lorck.
1598 købte han en gård i København og nævnes fra 1607 som deltager i Mikkel Vibes mange handelsforetagender, især på Grønland og Island. Han blev også direktør for Kongelige Grønlandske Handel, forvalter for Islandsk Kompagni og medlem af Klædekompagniet. Han var også
en af dem, der opdæmmede grunde på Christianshavn. Allerede 1604 blev han medlem af det danske Kompagni (Skydeselskabet), hvis oldermand han var mellem 1626 og 1630. 1613 blev han rådmand og var 1627 deltager i stændermødet i Odense. Den franske gesandt des Hayes de Courmesvin boede 1629 i hans gård.
Thomas Lorck døde den 21. juni 1634 og begravedes i Helligåndskirken, hvis vestre kirkegårdsport han 1612 havde bekostet. Hans hustru, Margrethe Vibe, giftede sig igen 1635 med Christian Weiner, sekretær i Tyske Kancelli, og døde den 11. oktober 1651.